# Так це Гарріс!
«Так це Гарріс!» (англ. So This Is Harris!) — американська короткометражна кінокомедія режисера Марка Сандріча. В 1934 році фільм здобув премію «Оскар» за найкращий комедійний короткометражний фільм.

## Сюжет
Волтер на дух не переносить Філа Гарріса з його співом, але він такий популярний, що звучить повсюди! Навіть в гольф спокійно не пограти. Що ж, мабуть, саме цей солідний джентльмен, який хотів зіграти з Волтером партію, повинен розділити його музичні смаки. Якби ж він знав, що його новий компаньйон зветься Філ, а прізвище його Гарріс...

## У ролях
- Філ Гарріс — камео
- Волтер Катлетт — камео
- Гелен Коллінз — Дороті
- Джун Брюстер — Лілліан
- Джеймс Фінлейсон — професійний гравець в гольф